# Plagiogeneion unispina
Plagiogeneion unispina är en fiskart som beskrevs av Parin, 1991. Plagiogeneion unispina ingår i släktet Plagiogeneion och familjen Emmelichthyidae. Inga underarter finns listade i Catalogue of Life.